# Târgu Lăpuș
Târgu Lăpuș (in passato Lăpușu Unguresc, in ungherese Magyarlápos, in tedesco Laposch) è una città della Romania di 13 114 abitanti, ubicata nel distretto di Maramureș, nella regione storica della Transilvania.
Fanno parte dell'area amministrativa anche le località di Boiereni, Borcut, Cătun, Cufoaia, Dămăcușeni, Dobricu Lăpușului, Dumbrava, Fântânele, Groape, Inău, Răzoare, Rogoz, Rohia e Stoiceni.
Attestata in alcuni documenti fin dal 1291, anche se sono stati ritrovati nella zona reperti di insediamenti ben più antichi, fin dal Medioevo la città si è caratterizzata come un importante centro di scambi commerciali, come denuncia del resto il toponimo Târgu, derivante dalla parola Târg, che significa mercato, grazie alla sua posizione nella valle del fiume Lăpuș all'intersezione di alcune importanti vie di comunicazione.
L'economia della città, pur in presenza di investimenti anche stranieri, rimane prettamente basata sull'agricoltura, sulla lavorazione del legno e sulle attività commerciali legate a queste.
Târgu Lăpuș ha ottenuto lo status di città nel 1968.